# Marguerite Jamois
Marguerite Jamois (Parigi, 8 marzo 1901 – 20 novembre 1964) è stata un'attrice teatrale francese.
Allieva di Charles Dullin, debuttò mietendo clamorosi successi in alcuni spettacoli di Gaston Baty. Nel 1943 quest'ultimo le affidò la direzione del Théâtre Montparnasse, facendola così emergere anche come ottima regista teatrale.